# Стів Вомак
Стівен Аллен «Стів» Вомак (англ. Stephen Allen «Steve» Womack; нар. 18 лютого 1957, Расселлвілл, Арканзас) — американський політик-республіканець, з 2011 року він є членом Палати представників США від 3-го округу штату Арканзас.
У 1979 році він закінчив Технологічний університет Арканзасу. Між 1979 і 2009 Вомак служив у Національній гвардії штату. Він також працював менеджером радіостанції і консультантом. З 1983 по 1984, а потім з 1997 по 1998 він був членом міської ради міста Роджерс. З 1999 по 2010 працював мером Роджерса.